# American Girls
Série American Girls
American Girls 2
(2004)
Pour plus de détails, voir Fiche technique et Distribution.
American Girls, ou Le Tout pour le tout au Québec, (Bring It On) est un film américain réalisé par Peyton Reed sorti le 22 août 2000 et le 2 mai 2001 en France.

## Synopsis
L'équipe de cheerleaders de Rancho Carno High School, les Toros, est la meilleure et compte bien gagner les championnats nationaux pour la sixième fois consécutive. Mais lorsque Torrance, nouvellement élue capitaine, découvre avec l'aide de Missy, une nouvelle recrue, que leurs enchaînements et leurs chorégraphies appartiennent en fait aux East Compton Clovers, une équipe de cheerleaders des bas-quartiers que l'ex-capitaine « Big Red » filmait afin de reproduire leurs pas, les Toros invaincus depuis 6 ans au titre de champions nationaux ont alors un sérieux problème. Ils doivent rapidement créer une nouvelle chorégraphie pour participer et remporter les championnats, et ainsi prouver qu'ils sont réellement les meilleurs.

## Fiche technique
- Titre français : American Girls
- Titre québécois : Le Tout pour le tout
- Titre original : Bring It On
- Réalisation : Peyton Reed
- Scénario : Jessica Bendinger
- Production : Marc Abraham, Jessica Bendinger, Armyan Bernstein (en), Thomas A. Bliss (en), Paddy Cullen, Caitlin Scanlon, Patricia Wolff et Max Wong
- Société de production : Beacon Pictures
- Société de distribution : Universal Pictures (États-Unis) ; Metropolitan Filmexport (France)
- Budget : 10 millions de dollars (7,58 millions d'euros)
- Musique : Christophe Beck
- Photographie : Shawn Maurer (en)
- Montage : Larry Bock
- Décors : Sharon Lomofsky
- Costumes : Mary Jane Fort
- Pays d'origine : États-Unis
- Format : Couleurs - 1,85:1 - DTS / Dolby Digital / SDDS - 35 mm
- Genre : Comédie
- Durée : 98 minutes
- Dates de sortie : 
  - États-Unis : le 22 août 2000 (première du film), 25 août 2000
  - France : 2 mai 2001
  - Belgique : 27 juin 2001
- Société de doublage : Dubbing Brothers
- Direction artistique : Danielle Perret
- Adaptation : Déborah Perret

## Distribution
- Kirsten Dunst (V.F. : Marie-Eugénie Maréchal et V.Q. : Aline Pinsonneault) : Torrance Shipman
- Eliza Dushku (V.F. : Sophie Riffont et V.Q. : Hélène Mondoux) : Missy Pantone
- Jesse Bradford (V.F. : Alexis Tomassian et V.Q. : Antoine Durand) : Cliff Pantone
- Gabrielle Union (V.F. : Stéphanie Murat et V.Q. : Anne Dorval) : Isis
- Clare Kramer (V.F. : Sauvane Delanoë) : Courtney
- Nicole Bilderback (en) (V.F. : Sylvie Jacob) : Whitney
- Tsianina Joelson (V.F. : Nathalie Karsenti) : Darcy
- Rini Bell : Kasey
- Nathan West (V.F. : Vincent Barazzoni et V.Q. : Hugolin Chevrette) : Ian
- Richard Hillman (V.Q. : Martin Watier) : Aaron
- Huntley Ritter (V.F. : Adrien Antoine et V.Q. : Joël Legendre) : Les
- Ian Roberts (en) (V.Q. : Pierre Auger) : Sparky Polastri
- Shamari Fears : Lava
- Natina Reed (V.F. : Annie Milon) : Jenelope
- Brandi Williams : Lafred
- Lindsay Sloane (V.F. : Deborah Perret) : Big Red
- Holmes Osborne (V.Q. : Hubert Gagnon) : Bruce Shipman
- Sherry Hursey (V.F. : Christine Delaroche) : Christine Shipman
- Bianca Kajlich : Carver
- Cody McMains : Justin Shipman
- Riley Smith : Tim

Sources et légendes : Version française (V. F.) sur AlloDoublage Version québécoise (V. Q.) sur Doublage Québec

## Autour du film
- Le tournage s'est déroulé d'octobre 1999 à février 2000 à Chula Vista (le stade de football), Oceanside et San Diego.

## Bande originale
- What's the Dillio?, interprété par Mest
- I Just Wanna Be Happy, interprété par Brooke X
- See Ya (Radio Mix), interprété par Atomic Kitten
- Makes No Difference, interprété par Sum 41
- The Swan Lake Suite op. 20 (C), interprété par Jim Long
- Kids Wanna Know, interprété par The Leaving Trains
- Give My Regards to Broadway, composé par George M. Cohan
- Cherry Pie, interprété par Warrant
- The 900#, interprété par The 45 King
- Dada Strutin, interprété par Sgt. Rock
- 2 Can Play That Game, interprété par Sygnature
- Detour, interprété par Bis
- As If, interprété par Blaque et Joey Fatone
- What's A Girl To Do?, interprété par sister2sister
- Cavalier Song, interprété par The Virginia Pep Band
- Freakin' You, interprété par Jungle Brothers
- Cliff's Guitar, interprété par Keith Wyatt
- Whorse, interprété par Filibuster
- Get Ready For This, interprété par 2 Unlimited
- There She Goes Again, interprété par The Getaway People
- U.G.L.Y., interprété par Daphne & Celeste
- Fanfare For God, interprété par Mark Bryan
- All The Way We Live, interprété par Pressha
- Slang Dat Bottom, interprété par Devastator X
- Booty Bounce, interprété par Kinsu
- Take Control, interprété par Sweets
- Can U Feel It, interprété par Tronic Wave
- Somebody Say Oh Yeah, interprété par Mark Bryan
- More Beef Than Cattle, interprété par ZA/10 et Kryptoknight
- Get Up & Dance, interprété par Mark Bryan
- T-Bog, interprété par Sons of Poseidon
- Just What I Need, interprété par Rufus King (en)
- I'm Money, interprété par Zebrahead
- Tell Me Something, interprété par manChild
- Paulette's Theme, interprété par Ernest Lee
- Groovy, interprété par Basshopper
- Bring It All To Me (Remix), interprété par Blaque et 50 Cent
- Shake A Lil' Something, interprété par 2 Live Crew
- Work It Baby, interprété par DJ Laz et Kinsu
- Cheer For Me, interprété par 95 South
- Bounce With The Massice, interprété par Tzant
- Giddie Let's Up Ride, interprété par Kinsu
- Jump Up (If You Feel Alright), interprété par Da Beat Bros.
- Anywhere U.S.A., interprété par P.Y.T.
- Mickey, interprété par B*Witched
- 'Til I Say So, interprété par 3LW

## Distinctions
- Prix du meilleur second rôle féminin pour Gabrielle Union, lors des Black Reel Awards en 2001.
- Nomination au prix de la meilleure actrice dans un film de comédie pour Kirsten Dunst, lors des Blockbuster Entertainment Awards en 2001.
- Nomination au prix de la meilleure scène de danse (séquence d'ouverture), lors des MTV Movie Awards en 2001.
- Nomination au Young Artist Award de la meilleure jeune actrice dans un rôle principal pour Kirsten Dunst en 2001.
- Prix du public, lors du Festival international du cinéma pour les enfants et pour les jeunes (Zlín) en 2001.

## Suites
- 2004 : American Girls 2 (Bring It On Again), de Damon Santostefano
- 2006 : American Girls 3 (Bring It On: All Or Nothing), de Steve Rash
- 2008 : American Girls 4 : La Guerre des blondes (Bring It On: In It to Win It), de Steve Rash
- 2009 : American Girls 5 : Que la meilleure gagne (Bring It On: Fight to the Finish), de Bille Woodruff
- 2017 : American Girls 6 : Confrontation mondiale (Bring It On: Worldwide Cheersmack), de Robert Adetuyi
- 2022 : American Girls 7 (Bring It On: Cheer or Die), de Karen Lam

Le film a fait l'objet d'une adaptation en comédie musicale en 2011 : Bring It On: The Musical.